# Meryl
Meryl oder Meryll ist ein weiblicher Vorname und eine Abwandlung des keltischen Vornamens Muriel. Er kommt vereinzelt auch als Familienname vor.

## Bekannte Namensträgerinnen

### Vorname
- Méryll Boulangeat (* 1986). französische Freestyle-Skifahrerin
- Meryl Cassie (* 1984), neuseeländische Schauspielerin und Sängerin
- Meryl Davis (* 1987), US-amerikanische Eiskunstläuferin
- Meryl Marty (* 1990), Schweizer Schauspielerin
- Meryle Secrest (* 1930), US-amerikanische Autorin und Journalistin
- Meryll Serrano (* 1997), philippinische Fußballspielerin
- Meryl Streep (* 1949), US-amerikanische Schauspielerin

### Familienname
- Angela Meryl (* 20. Jahrhundert), Stuntfrau und Schauspielerin